# Centola
Centola község (comune) Olaszország Campania régiójában, Salerno megyében.

## Fekvése
A település a Cilento és Vallo di Diano Nemzeti Park területén fekszik a Tirrén-tenger partján. Határai: Camerota, Celle di Bulgheria, Montano Antilia, Pisciotta és San Mauro la Bruca.

## Története
A település a 13. században alapították egy korábban, 1045-ben a normannok által felépített vár mellett. Korábbi nevét (Sanseverino di Centola) a befolyásos nápolyi Sanseverino család után kapta, aki a középkor során birtokolta. A 19. század elején lett önálló amikor a Nápolyi Királyságban felszámolták a feudalizmust.

## Népessége
A népesség számának alakulása:

## Főbb látnivalói
Ismertségét elsősorban a 32 barlangjának (Grotte Marine di Capo Palinuro) köszönheti, amelyeket a tenger vize vájt a meredek partba.  A leglátogatottabbak a Grotta Azzura (amely nevét arról kapta, hogy a napfény kékre festi a barlang vizét és belsejét, akárcsak ismertebb társa Capri szigetén), a Grotta d’Argento, a Grotta dei Monaci és a Grotta del Sangue.